# Williams FW07
La Williams FW07 è una vettura di Formula 1 che gareggiò nei campionati mondiali del 1979, 1980, 1981 e 1982. La vettura, guidata da Alan Jones, ha vinto il titolo piloti nel 1980 e il mondiale costruttori nel 1980 e 1981.

## La vettura
La vettura è stata progettata da Patrick Head, socio di Frank Williams nel team. La FW07 è stata la prima Williams a effetto suolo e ricalca molto le soluzioni adottate sulla Lotus 79. La vettura si dimostra subito molto competitiva e correrà per tre stagioni consecutivamente. Il telaio era costruito in pannelli di alluminio con struttura a nido d'ape, che lo rendeva più rigido rispetto alle precedenti monoscocche, e il motore era il Ford Cosworth DFV.
Nel 1980 la FW07 è stata aggiornata a FW07B con modifiche aerodinamiche minori come la rimozione delle pinne sulle pance laterali, la modifica degli scarichi dei radiatori e del sottoscocca.

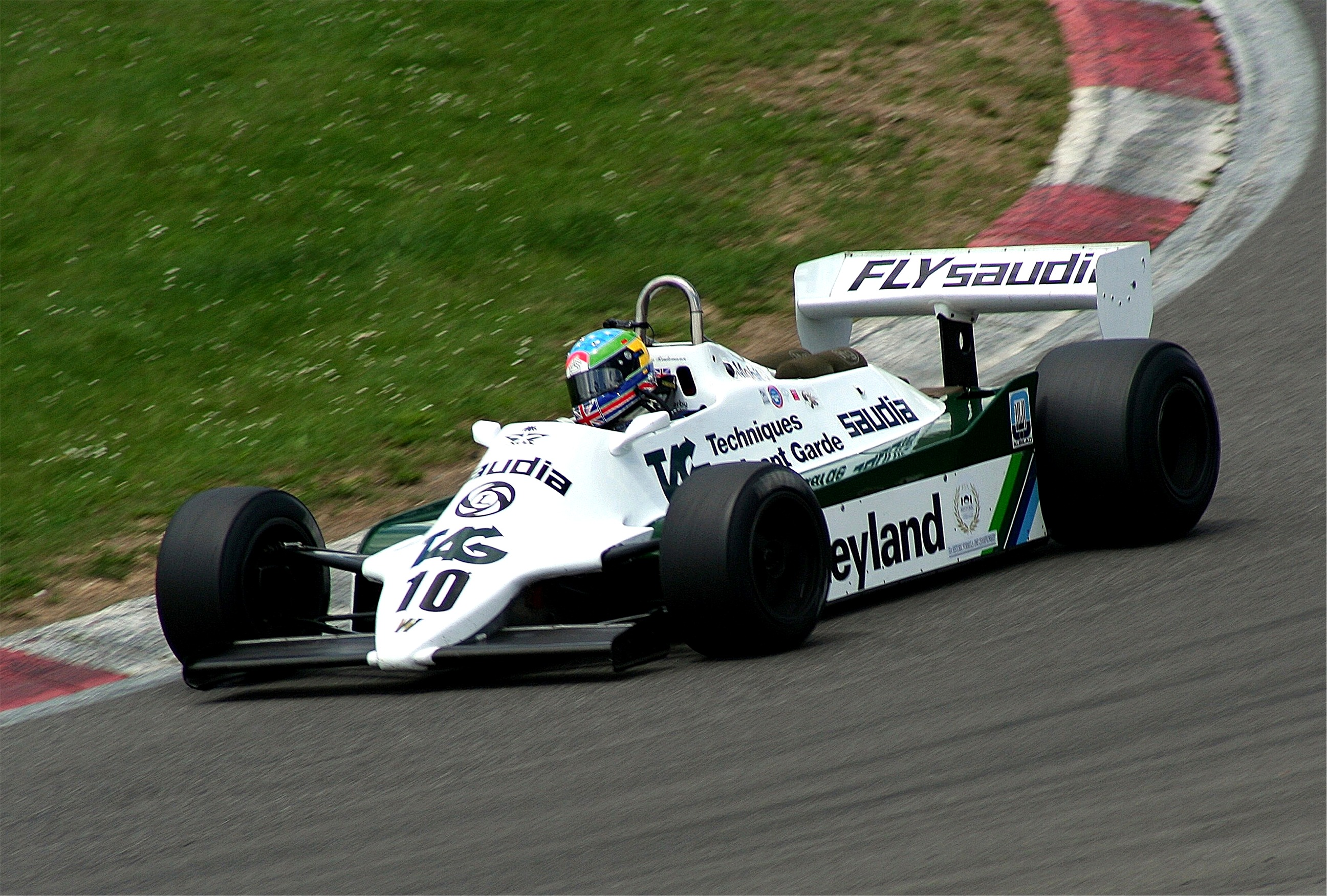
Una FW07C al Nürburgring nel 2007

Nel 1981 è stata introdotta la FW07C con un musetto ridisegnato, reintroduzione delle pinne sulle pance laterali e con sospensioni attive dopo la messa al bando delle minigonne scorrevoli avvenuta dopo il Gran Premio del Sudafrica. Dopo un'iniziale mancanza di competitività dovuta alla necessità di perfezionare le sospensioni, la vettura ottenne buone prestazioni.
Nel novembre 1982 è stata testata a Donington Park la FW07D, un prototipo a 6 ruote, tutte delle stesse dimensioni, di cui 4 posteriori motrici. Jonathan Palmer la testò sul bagnato a Silverstone e in seguito venne testata sul circuito di Croix-en-Ternois dove ottenne tempi sul giro simili a quelli della nuova FW08 a quattro ruote. In seguito la Williams decise di continuare lo studio di una vettura a sei ruote modificando una FW08.

## Le stagioni

### 1979
La vettura fece il suo esordio affidata ad Alan Jones e Clay Regazzoni a stagione già avviata, al Gran Premio di Spagna del 1979, dove Jones si qualificò tredicesimo e Regazzoni quattordicesimo; entrambi conclusero la gara in anticipo a causa di problemi al motore e al cambio. La FW07 fu la prima vettura del giovane team inglese a sfruttare l'effetto suolo, ma per la prima volta la squadra disponeva di un buon budget grazie agli sponsor arabi Saudia e Albilad. Dopo un altro doppio ritiro al Gran Premio del Belgio Regazzoni ottenne un secondo posto al Gran Premio di Monaco.
Fu il ticinese a portare la prima vittoria in assoluto per il team Williams, al Gran Premio di Gran Bretagna 1979 sulla pista di Silverstone dopo che Jones ottenne la prima pole position della storia del team. Seguirono le vittorie consecutive di Jones alle gare di Germania, Austria, Olanda e Canada. Purtroppo per l'australiano, i punti conquistati nella prima parte delle stagione erano troppo pochi per puntare al titolo mondiale, ma posero le basi per conquistare quello dell'anno successivo.

### 1980

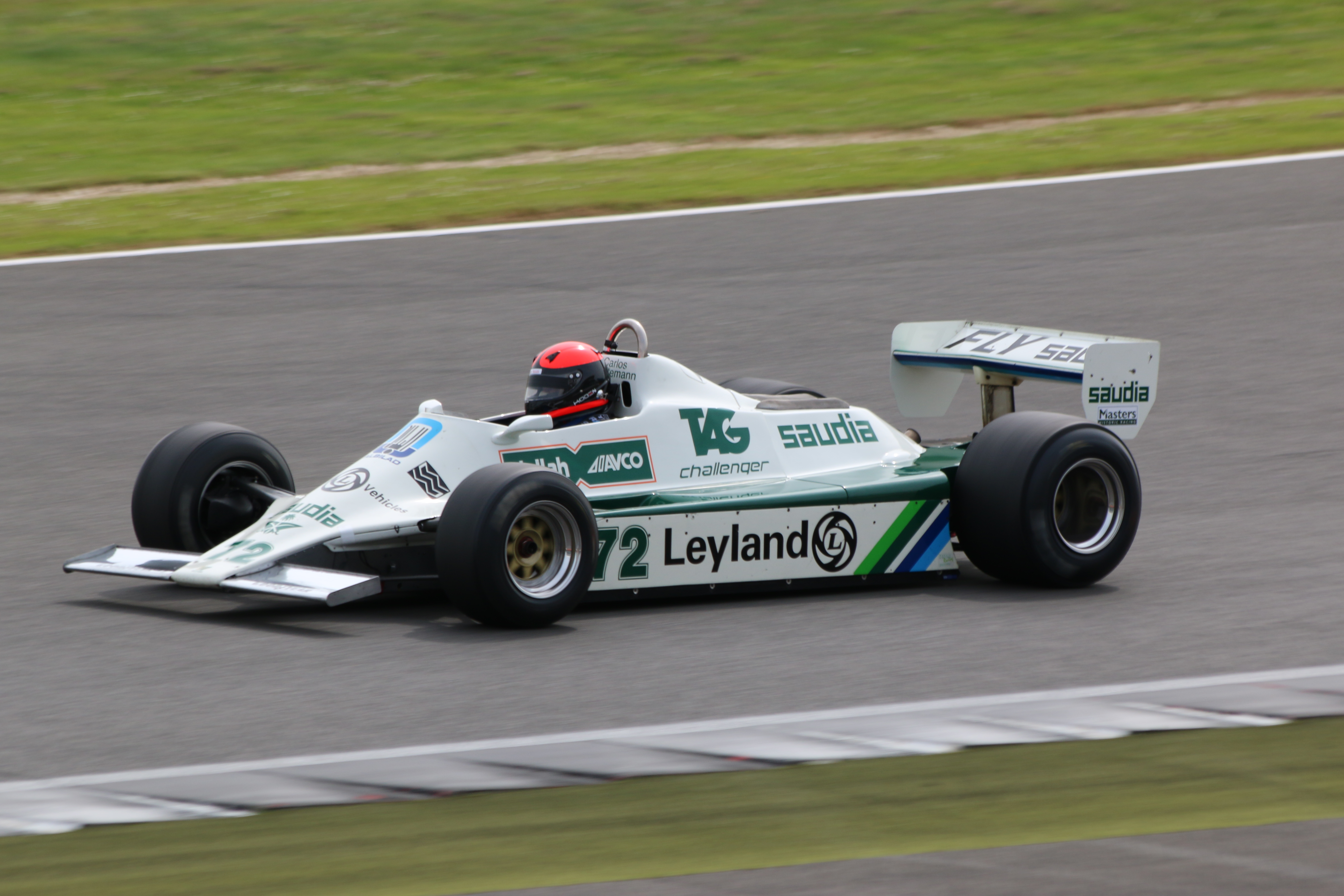
Una FW07B nel 2017

Nel 1980 Jones venne affiancato dall'argentino Reutemann e iniziò la stagione con i favori del pronostico. Dopo le vittorie in Argentina, Francia e Gran Bretagna la conquista del titolo parve una formalità. A metà stagione, però, il brasiliano Nelson Piquet ottenne varie vittorie che gli permisero di andare in testa al mondiale a due gare dalla fine. Negli ultimi due appuntamenti mondiali Jones riuscì a conquistare due successi e a ottenere per sé il titolo piloti e per la Williams il titolo costruttori.
Nel 1980 la RAM acquistò due FW07 per gareggiare in Formula Aurora. A partire dal Gran Premio di Gran Bretagna il team iscrisse una FW07 affidata a Rupert Keegan, che ottiene come migliore risultato un nono posto al Gran Premio del Canada. Una delle due vetture acquistate per la Formula Aurora è stata poi utilizzata dal team nei gran premi d'Italia e del Canada, dove venne affidata rispettivamente a Kevin Cogan e Geoff Lees, che mancarono la qualificazione in entrambe le occasioni.
Al Gran Premio di Gran Bretagna il team privato Brands Hatch Racing, supportato dalla RAM, iscrisse Desiré Wilson con una FW07; la sudafricana mancò la qualificazione dopo che la sua FW07 fu sostituita con la FW07 originariamente guidata da Keegan, che versava in condizioni peggiori.

### 1981

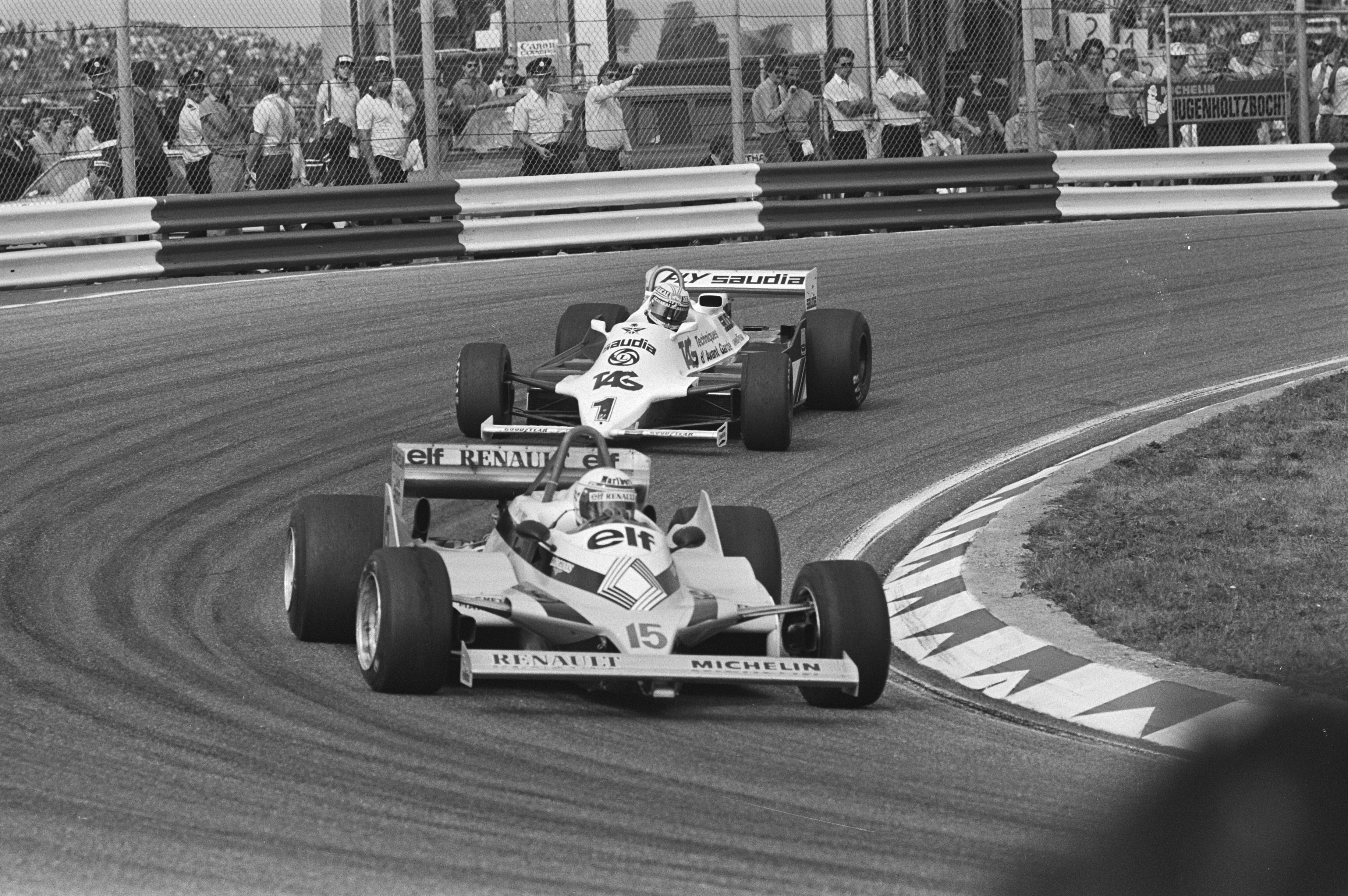
Alan Jones alla guida della FW07C insegue Alan Prost al Gran Premio d'Olanda 1981

Il 1981 inizia con una doppietta nel Gran Premio di Long Beach di Jones e Reutemann. I due sembrano destinati a giocarsi il titolo. Al Gran Premio del Brasile avviene una rottura clamorosa interna al team: Reutemann a metà gara attacca e passa la prima guida Jones e va a vincere la gara. Il campione del mondo, colpito, dichiara che non rispetterà la strategia di squadra. Il mondiale prosegue con un'altra vittoria di Reutemann in Belgio, mentre Jones incontra molti ritiri per errori e rotture meccaniche. A metà stagione la situazione è ben delineata, il titolo diventa questione tra Reutemann e il solito Piquet. Jones, però, come promesso non aiuta in alcun modo il compagno e spesso gli toglie punti importanti, favorendo la rimonta del rivale brasiliano. L'epilogo avviene a Las Vegas, dove Piquet, grazie ad un quinto posto, con Reutemann solo ottavo, conquista il suo primo titolo mondiale. Per la Williams arriva comunque il titolo costruttori, mentre Jones annuncia il suo ritiro dalle corse.
Emilio de Villota tentò di partecipare al Gran Premio di Spagna con una FW07 del team privato Équipe Banco Occidental, che non era associato né alla FISA né alla FOCA. Il Patto della Concordia prevedeva che al massimo 30 vetture potevano essere iscritte a un gran premio ma FISA e FOCA assicurarono che se una delle 30 vetture non si fosse presentata il suo posto sarebbe stato preso dallo spagnolo. La ATS non presentò i documenti per l'iscrizione alla gara e venne quindi estromessa dal Gran Premio dal Real Automóvil Club de España. De Villota disputò un solo giro della prima sessione di prove libere prima che il motore della sua FW07 esplodesse. Nel pomeriggio la FISA informò il RACE che la partecipazione di de Villota avrebbe violato il Patto della Concordia e lo spagnolo venne escluso dalla gara.

### 1982
Per la stagione 1982 Keke Rosberg sostituì Jones. La FW07C venne utilizzata per i primi tre gran premi della stagione in cui ottenne due secondi posti, uno con Reutemann in Sudafrica e uno con Rosberg a Long Beach. In quest'ultimo gran premio Mario Andretti sostituì Reutemann dopo il suo improvviso ritiro dalle corse. Rosberg giunse secondo anche al Gran Premio del Brasile ma venne squalificato a causa della presenza di un finto serbatoio dell'acqua per raffreddare i freni che in realtà era una zavorra mobile che in gara veniva svuotata per rendere la vettura sottopeso e guadagnare in competitività sui motori turbocompressi.

## Formula Aurora

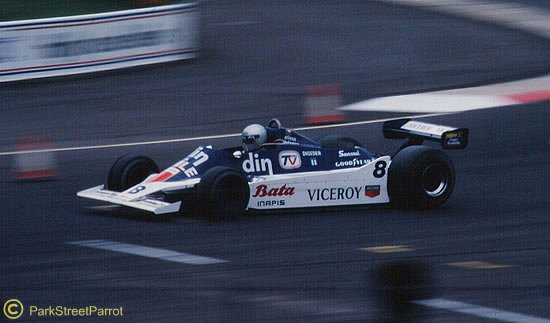
Eliseo Salazar alla guida di una FW07 a Silverstone

La Williams FW07 è stata utilizzata in due edizioni della Formula Aurora. Nel 1980 la RAM ha iscritto due FW07 affidate a Emilio de Villota, che al quinto round utilizzò una Fittipaldi F5A, e Eliseo Salazar, che utilizzò una FW07 per le prime sei gare e una FW07B per le restanti cinque. De Villota vinse il campionato piloti e Salazar concluse al secondo posto, la FW07 ottenne la pole position in tutte le 12 gare della stagione e ne vinse otto. Nel campionato 1982 i team EMKA Productions e Team Peru si iscrissero con due FW07 rispettivamente alla terza e quinta gara e alla quarta e quinta gara. Steve O'Rourke del team EMKA Productions concluse le gare disputate al terzo e sesto posto mentre Jorge Koechlin del Team Peru concluse al secondo e terzo posto.

## Longhorn LR02
Nel 1979 il team Longhorn Racing, di proprietà di Bobby Hillin, acquistò dalla Williams i progetti della FW07 e costruì due vetture per gareggiare nel CART. Le vetture, denominate Longhorn LR02, vennero adattate al motore Cosworth DFX turbo e alle regole della categoria americana modificando le sospensioni e installando minigonne fisse. Le LR02 hanno gareggiato nella stagione 1981 con Al Unser al volante, ottenendo come migliori risultati un terzo posto al Detroit News Grand Prix e un secondo posto alla II Copa México 150.  Alla 500 Miglia di Indianapolis 1981, non valida per il campionato CART, Unser si qualificò nono e concluse la gara diciassettesimo.
L'auto è stata in seguito venduta e modificata per competere nel campionato CanAm del 1985 con l'installazione di un motore Chevrolet da 5 litri e modifiche sostanziali alla carrozzeria, in seguito è stata rivenduta per gareggiare nelle gare dello Sports Car Club of America.

## Risultati in Formula 1
| Anno | Team                                                | Telaio     | Motore            | Gomme | Piloti     | 1   | 2   | 3   | 4   | 5   | 6   | 7   | 8   | 9   | 10  | 11  | 12  | 13  | 14  | 15  | 16  | Punti | Pos. |
| ---- | --------------------------------------------------- | ---------- | ----------------- | ----- | ---------- | --- | --- | --- | --- | --- | --- | --- | --- | --- | --- | --- | --- | --- | --- | --- | --- | ----- | ---- |
| 1979 | Albilad-Saudia Racing Team                          | FW07       | Ford Cosworth DFV | G     |            | ARG | BRA | RSA | USW | ESP | BEL | MON | FRA | GBR | GER | AUT | NED | ITA | CAN | USA |     | 75    | 2º   |
| 1979 | Albilad-Saudia Racing Team                          | FW07       | Ford Cosworth DFV | G     | Jones      |     |     |     |     | Rit | Rit | Rit | 4   | Rit | 1   | 1   | 1   | 9   | 1   | Rit |     | 75    | 2º   |
| 1979 | Albilad-Saudia Racing Team                          | FW07       | Ford Cosworth DFV | G     | Regazzoni  |     |     |     |     | Rit | Rit | 2   | 6   | 1   | 2   | 5   | Rit | 3   | 3   | Rit |     | 75    | 2º   |
| 1980 | Albilad-Saudia Racing Team                          | FW07 FW07B | Ford Cosworth DFV | G     |            | ARG | BRA | RSA | USW | BEL | MON | FRA | GBR | GER | AUT | NED | ITA | CAN | USA |     |     | 120   | 1º   |
| 1980 | Albilad-Saudia Racing Team                          | FW07 FW07B | Ford Cosworth DFV | G     | Jones      | 1   | 3   | Rit | Rit | 2   | Rit | 1   | 1   | 3   | 2   | 11  | 2   | 1   | 1   |     |     | 120   | 1º   |
| 1980 | Albilad-Saudia Racing Team                          | FW07 FW07B | Ford Cosworth DFV | G     | Reutemann  | Rit | Rit | 5   | Rit | 3   | 1   | 6   | 3   | 2   | 3   | 4   | 3   | 2   | 2   |     |     | 120   | 1º   |
| 1980 | RAM Penthouse Rizla Racing                          | FW07       | Ford Cosworth DFV | G     | Keegan     |     |     |     |     |     |     |     | 11  | NQ  | 15  | NQ  | 11  | NQ  | 9   |     |     | 120   | 1º   |
| 1980 | RAM Rainbow Jeans Racing                            | FW07       | Ford Cosworth DFV | G     | Cogan      |     |     |     |     |     |     |     |     |     |     |     |     | NQ  |     |     |     | 120   | 1º   |
| 1980 | RAM Theodore                                        | FW07       | Ford Cosworth DFV | G     | Lees       |     |     |     |     |     |     |     |     |     |     |     |     |     | NQ  |     |     | 120   | 1º   |
| 1980 | Brands Hatch Racing                                 | FW07       | Ford Cosworth DFV | G     | Wilson     |     |     |     |     |     |     |     |     | NQ  |     |     |     |     |     |     |     | 120   | 1º   |
| 1981 | Albilad-Saudia Racing Team TAG Williams Racing Team | FW07C      | Ford Cosworth DFV | M G   |            | USW | BRA | ARG | SMR | BEL | MON | ESP | FRA | GBR | GER | AUT | NED | ITA | CAN | CPL |     | 95    | 1º   |
| 1981 | Albilad-Saudia Racing Team TAG Williams Racing Team | FW07C      | Ford Cosworth DFV | M G   | Jones      | 1   | 2   | 4   | 12  | Rit | 2   | 7   | 17  | Rit | 11  | 4   | 3   | 2   | Rit | 1   |     | 95    | 1º   |
| 1981 | Albilad-Saudia Racing Team TAG Williams Racing Team | FW07C      | Ford Cosworth DFV | M G   | Reutemann  | 2   | 1   | 2   | 3   | 1   | Rit | 4   | 10  | 2   | Rit | 5   | Rit | 3   | 10  | 8   |     | 95    | 1º   |
| 1981 | Equipe Banco Occidental                             | FW07       | Ford Cosworth DFV | M     | de Villota |     |     |     |     |     |     | ES  |     |     |     |     |     |     |     |     |     | 95    | 1º   |
| 1982 | TAG Williams Racing Team                            | FW07C      | Ford Cosworth DFV | G     |            | RSA | BRA | USW | SMR | BEL | MON | DET | CAN | NED | GBR | FRA | GER | AUT | SUI | ITA | CPL | 58    | 4º   |
| 1982 | TAG Williams Racing Team                            | FW07C      | Ford Cosworth DFV | G     | Reutemann  | 2   | Rit |     |     |     |     |     |     |     |     |     |     |     |     |     |     | 58    | 4º   |
| 1982 | TAG Williams Racing Team                            | FW07C      | Ford Cosworth DFV | G     | Rosberg    | 5   | SQ  | 2   |     |     |     |     |     |     |     |     |     |     |     |     |     | 58    | 4º   |
| 1982 | TAG Williams Racing Team                            | FW07C      | Ford Cosworth DFV | G     | Andretti   |     |     | Rit |     |     |     |     |     |     |     |     |     |     |     |     |     | 58    | 4º   |